# AC Greyhound
AC Greyhound (1959—1963) был версией AC Ace и AC Aceca в кузове 2 + 2, производившийся AC Cars в пригородном поселке Темза Диттон, графства Суррей, Англия Greyhound, изготовленные в количестве примерно 83 штук, имели две двери, четырёхместный алюминиевый кузов, и большинство технических компонентов унаследованных у Ace и Aceca, но они имели колесную базу на 10 дюймов (250 мм) длиннее и спиральные пружины в месте с поперечными листовыми рессорами спереди:
- лестнично-рамное шасси
- независимая пружинная подвеска спереди и сзади. В отличие от Ace и Aceca, в задней подвеске использовались продольные рычаги.
- 4-ступенчатая механическая коробка передач, опция повышающей передачи
- реечное рулевое управление;
- 11,75 дюймовые (298 мм) дисковые тормоза спереди, 11 дюймовые (279 мм) барабанные тормоза сзади

Устанавливались различные рядные шестицилиндровые двигатели:
- 1,991-литровый AC Cars OHC (75 л. с. при 4500 об / мин; 1000 кг)
- 1,971-литровый Bristol 100D2 OHV (125 л. с. при 5750 об / мин; 1015 кг)
- 2,216-литровый Bristol (105 л. с. при 4700 об / мин; 1093 кг)
- 2,553-литровый от Ford Zephyr (до 170 л. с. @ 5500; 1040 кг)

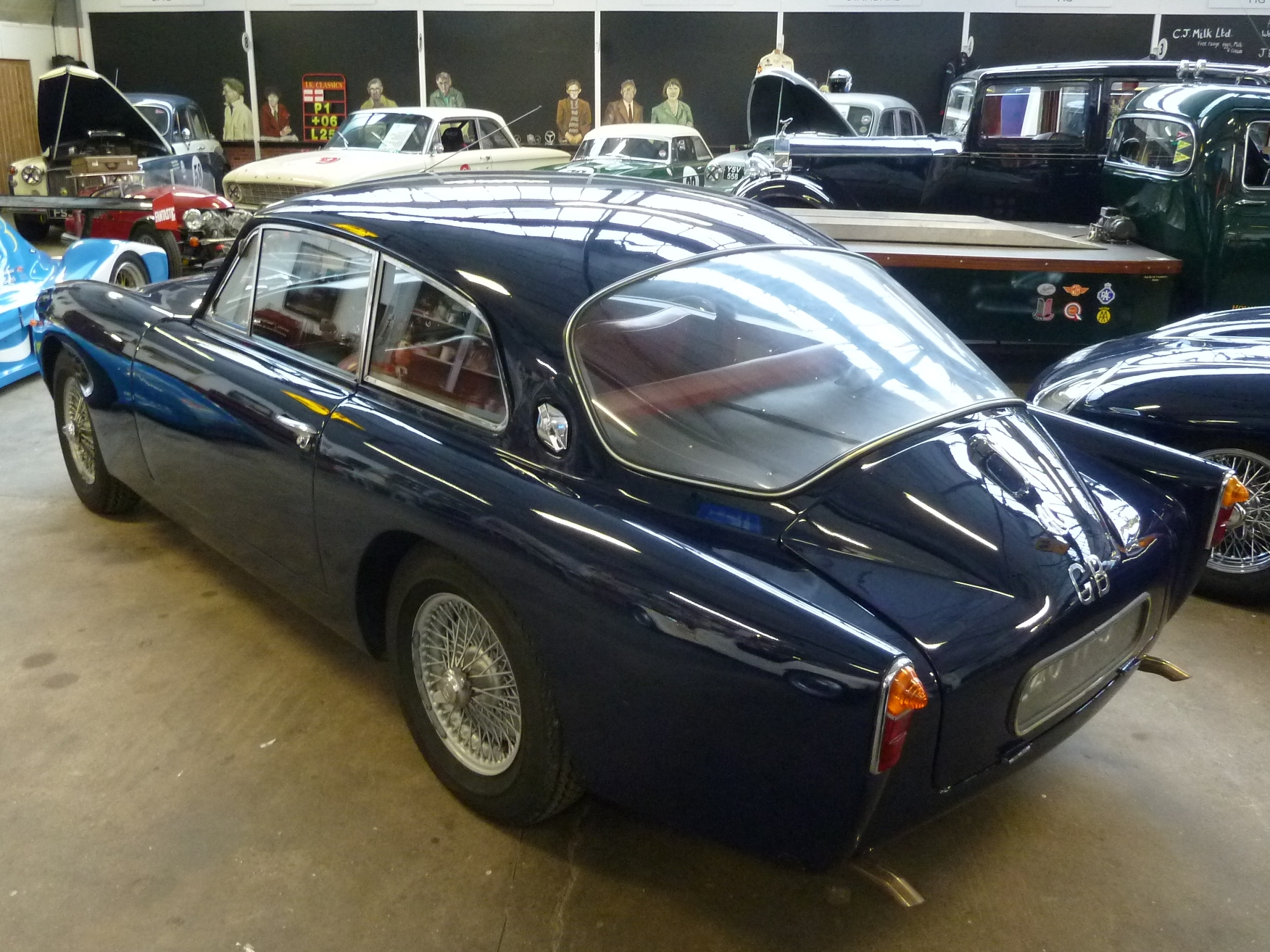
1962

Автомобиль с 2-литровым двигателем Bristol прошёл испытания журналом The Motor в 1961 году, где показал максимальную скорость в 110 миль в час (180 км / ч) и мог разогнаться от 0 до 60 миль в час (97 км / ч) за 11,4 секунды. Был зарегистрирован расход топлива на 21,8 мили в один британский галлон (13,0 л / 100 км; 18,2 миль на галлон ‑US). Тестовая машина стоила 3185 фунтов стерлингов, включая налоги.